# Australothele nothofagi
Australothele nothofagi är en spindelart som beskrevs av Raven 1984. Australothele nothofagi ingår i släktet Australothele och familjen Dipluridae. Inga underarter finns listade.